# NGC 7546
NGC 7546 (również PGC 70820) – galaktyka spiralna z poprzeczką (SBbc), znajdująca się w gwiazdozbiorze Ryb. Odkrył ją Albert Marth 1 października 1864 roku.